# Ježevac (Servië)
Ježevac (Јежевац) is een berg in het oosten van Servië. De berg loopt langs de kloof van de rivier de Mlava in de buurt van het stadje Petrovac na Mlavi.
Op de berghelling is een klooster, Gornjak, dat is uitgehouwen uit de rotsen van kalksteen. 